# Ménaka
Ménaka è un comune rurale del Mali, capoluogo del circondario omonimo, nella regione di Gao.